# Volki i ovtsy: Khod svinjoj
Volki i ovtsy: Khod svinjoj (russisk: Волки и овцы: Ход свиньей) er en russisk animationsfilm fra 2019 af Vladimir Nikolajev.

## Medvirkende
- Maxim Matvejev som Grey
- Jelizaveta Bojarskaja som Bianca
- Galina Korneva som Simone
- Galina Korneva som Mami
- Anton Jurjev som Ziko